# 阿马杜·海达拉
阿马杜·海達拉（法語：Amadou Haidara；1998年1月31日—），是一名马里职业足球运动员，在德甲俱乐部RB莱比锡和马里国家队担任中场。

## 生涯

### 萨尔茨堡红牛
海达拉的职业生涯开始于马里的JMG Academy Bamako。2016年7月，他被萨尔茨堡红牛俱乐部签下。他被租借到第二联赛球队利菲林，该队是萨尔茨堡红牛的农场球队。海达拉还为萨尔茨堡红牛U-19队参加了欧洲青年联赛。在那里，他在与FK瓦尔达的比赛中打进两球。
他在2016-17赛季联赛第三轮对阵林茨的比赛中首次亮相。他在中场休息后替换了吉迪恩·门萨，并在第48分钟为利弗林队打进了他的第一个进球。

### RB莱比锡
2018年12月22日，海达拉被德国俱乐部RB莱比锡签下。2019年3月30日，他在5-0战胜柏林赫塔的比赛中打进了自己的德甲进球。在2019-20赛季，RB莱比锡成功进入欧洲冠军联赛半决赛。
2020年12月8日，他在2020-21赛季3-2战胜曼联的比赛中打进了自己的第一个欧洲冠军联赛进球。